# Furikake
Furikake (japonsky 振り掛け, hiragana ふりかけ) je koření, používané v japonské kuchyni především k dochucení pokrmů z rýže, jako je onigiri nebo očazuke. Jde o sypkou směs rozdrcených sušených ryb (nejčastěji tuňák pruhovaný), mořských řas, sezamových semínek a glutamátu sodného. Existuje řada chuťových variant, do kterých se navíc přidávají vejce, cukr, miso, wasabi nebo sušená zelenina a bylinky, například perila křovitá. Autorem receptu je lékárník Suekiči Jošimaru, který na počátku 20. století prodával kořenící směs nazvanou Gohan No Tomo (Přítel rýže) a doporučovanou jako ideální zdroj vápníku. Po druhé světové války se průmyslové výroby furikake ujal koncern Nissin Foods a začal produkt vyvážet i do zahraničí.  